# Campionati italiani di sci alpino 2003
I Campionati italiani di sci alpino 2003 si sono svolti a Ponte di Legno/Passo del Tonale dal 24 al 29 marzo. Il programma ha incluso gare di discesa libera, supergigante, slalom gigante, slalom speciale e combinata, tutte sia maschili sia femminili.
Trattandosi di competizioni valide anche ai fini del punteggio FIS, vi hanno partecipato anche sciatori di altre federazioni, senza che questo consentisse loro di concorrere al titolo nazionale italiano.

## Risultati

### Uomini

#### Discesa libera
| Pos. | Atleta            | Nazione              | Tempo   |
| ---- | ----------------- | -------------------- | ------- |
| 1    | Kurt Sulzenbacher | Italia               | 1:51,59 |
| 2    | Matteo Berbenni   | Italia               | 1:51,99 |
| 3    | Michael Gufler    | Italia               | 1:52,74 |
| 4    | Arnold Rieder     | Italia               | 1:52,85 |
| 5    | Erik Seletto      | Italia               | 1:52,96 |
| 6    | Manuel Carrozza   | Italia               | 1:52,97 |
| 7    | Lorenzo Galli     | Italia               | 1:53,12 |
| 8    | Werner Heel       | Italia               | 1:53,22 |
| 9    | Enis Bećirbegović | Bosnia ed Erzegovina | 1:53,39 |
| 10   | Kurt Pittschieler | Italia               | 1:53,45 |

Data: 25 marzo

#### Supergigante
| Pos. | Atleta             | Nazione | Tempo   |
| ---- | ------------------ | ------- | ------- |
| 1    | Erik Seletto       | Italia  | 1:19,12 |
| 2    | Roland Fischnaller | Italia  | 1:19,37 |
| 3    | Arnold Rieder      | Italia  | 1:19,39 |
| 4    | Manuel Carrozza    | Italia  | 1:19,64 |
| 5    | Stefan Thanei      | Italia  | 1:19,69 |
| 6    | Lorenzo Galli      | Italia  | 1:19,96 |
| 6    | Filippo Menardi    | Italia  | 1:19,96 |
| 8    | Alexander Ortler   | Italia  | 1:19,99 |
| 9    | Alberto Casaro     | Italia  | 1:20,00 |
| 10   | Mirko Deflorian    | Italia  | 1:20,05 |

Data: 26 marzo

#### Slalom gigante
| Pos. | Atleta                | Nazione  | Tempo   |
| ---- | --------------------- | -------- | ------- |
| 1    | Michael Gufler        | Italia   | 2:10,13 |
| 2    | Massimiliano Blardone | Italia   | 2:10,69 |
| 3    | Patrick Thaler        | Italia   | 2:10,86 |
| 4    | Manfred Mölgg         | Italia   | 2:11,10 |
| 5    | Alessandro Roberto    | Italia   | 2:11,83 |
| 6    | Edoardo Zardini       | Italia   | 2:12,08 |
| 7    | Walter Girardi        | Italia   | 2:12,16 |
| 8    | Miha Malus            | Slovenia | 2:12,19 |
| 9    | Peter Fill            | Italia   | 2:12,28 |
| 10   | Patrick Cogoli        | Italia   | 2:12,33 |

Data: 29 marzo

#### Slalom speciale
| Pos. | Atleta               | Nazione   | Tempo   |
| ---- | -------------------- | --------- | ------- |
| 1    | Manfred Mölgg        | Italia    | 1:54,02 |
| 2    | Hannes Paul Schmid   | Italia    | 1:54,23 |
| 3    | Giorgio Rocca        | Italia    | 1:54,24 |
| 4    | Patrick Thaler       | Italia    | 1:54,66 |
| 5    | Edoardo Zardini      | Italia    | 1:55,03 |
| 6    | Jono Brauer          | Australia | 1:55,11 |
| 7    | Giancarlo Bergamelli | Italia    | 1:55,17 |
| 8    | Lucas Senoner        | Italia    | 1:55,38 |
| 9    | Peter Fill           | Italia    | 1:55,47 |
| 10   | Cristian Deville     | Italia    | 1:55,53 |

Data: 28 marzo

#### Combinata
| Pos. | Atleta        | Nazione |
| ---- | ------------- | ------- |
| 1    | Peter Fill    | Italia  |
| 2    | Manfred Mölgg | Italia  |
| 3    | Lucas Senoner | Italia  |

Data: 28 marzo

### Donne

#### Discesa libera
| Pos. | Atleta             | Nazione | Tempo   |
| ---- | ------------------ | ------- | ------- |
| 1    | Daniela Ceccarelli | Italia  | 1:18,75 |
| 2    | Chiara Maj         | Italia  | 1:19,14 |
| 3    | Lucia Recchia      | Italia  | 1:19,76 |
| 4    | Alessia Pittin     | Italia  | 1:19,77 |
| 5    | Johanna Schnarf    | Italia  | 1:19,92 |
| 6    | Catherine Senoner  | Italia  | 1:20,09 |
| 7    | Angelika Grüner    | Italia  | 1:20,20 |
| 8    | Alexandra Coletti  | Italia  | 1:20,26 |
| 8    | Elena Fanchini     | Italia  | 1:20,26 |
| 10   | Karoline Trojer    | Italia  | 1:20,29 |

Data: 29 marzo

#### Supergigante
| Pos. | Atleta             | Nazione | Tempo   |
| ---- | ------------------ | ------- | ------- |
| 1    | Lucia Recchia      | Italia  | 1:30,61 |
| 2    | Silke Bachmann     | Italia  | 1:30,98 |
| 3    | Alexandra Coletti  | Italia  | 1:31,04 |
| 4    | Angelika Grüner    | Italia  | 1:31,21 |
| 5    | Johanna Schnarf    | Italia  | 1:31,31 |
| 6    | Nadia Fanchini     | Italia  | 1:31,35 |
| 7    | Catherine Senoner  | Italia  | 1:31,50 |
| 8    | Daniela Ceccarelli | Italia  | 1:31,53 |
| 9    | Chiara Maj         | Italia  | 1:31,54 |
| 10   | Karoline Trojer    | Italia  | 1:31,74 |

Data: 27 marzo

#### Slalom gigante
| Pos. | Atleta                | Nazione | Tempo   |
| ---- | --------------------- | ------- | ------- |
| 1    | Karen Putzer          | Italia  | 2:19,93 |
| 2    | Denise Karbon         | Italia  | 2:20,92 |
| 3    | Silke Bachmann        | Italia  | 2:22,01 |
| 4    | Daniela Merighetti    | Italia  | 2:22,29 |
| 5    | Maddalena Planatscher | Italia  | 2:22,78 |
| 6    | Angelika Grüner       | Italia  | 2:23,61 |
| 7    | Nicole Gius           | Italia  | 2:24,11 |
| 8    | Nadia Fanchini        | Italia  | 2:24,25 |
| 9    | Viktoria Rainer       | Italia  | 2:24,26 |
| 10   | Alexandra Coletti     | Italia  | 2:24,46 |

Data: 25 marzo

#### Slalom speciale
| Pos. | Atleta                | Nazione     | Tempo   |
| ---- | --------------------- | ----------- | ------- |
| 1    | Nicole Gius           | Italia      | 1:47,04 |
| 2    | Denise Karbon         | Italia      | 1:47,98 |
| 3    | Daniela Merighetti    | Italia      | 1:48,22 |
| 4    | Annalisa Ceresa       | Italia      | 1:48,48 |
| 5    | Silke Bachmann        | Italia      | 1:48,95 |
| 6    | Claudia Morandini     | Italia      | 1:49,22 |
| 7    | Viktoria Rainer       | Italia      | 1:49,33 |
| 8    | Alessia Pittin        | Italia      | 1:49,79 |
| 9    | Maddalena Planatscher | Italia      | 1:50,29 |
| 10   | Gretchen Mielke       | Stati Uniti | 1:50,72 |

Data: 24 marzo

#### Combinata
| Pos. | Atleta             | Nazione |
| ---- | ------------------ | ------- |
| 1    | Karoline Trojer    | Italia  |
| 2    | Daniela Merighetti | Italia  |
| 3    | Viktoria Rainer    | Italia  |

Data: 29 marzo